# Armoriale dei comuni della città metropolitana di Roma Capitale

Stemma della Città metropolitana di Roma Capitale

Questa pagina contiene le armi (stemmi e blasonature) dei comuni della città metropolitana di Roma Capitale (ex provincia di Roma).
| Stemma                       | Comune e blasonatura | Gonfalone e/o bandiera |
| ---------------------------- | --- | ---------------------- |
|                              | Affile Gonfalone: Drappo partito di rosso e di bianco… |                        |
|                              | Agosta Troncato: al 1° d'oro, alla croce benedettina di rosso; al 2° d'azzurro (campo di cielo), all'acquedotto su una pianura di verde; il tutto al naturale R.D. del 2 agosto 1935 Gonfalone: drappo troncato di azzurro e di bianco… |                        |
|                              | Albano Laziale Troncato di azzurro e di verde, alla scrofa d'argento, attraversante, accompagnata da cinque lattonzoli, dello stesso, due in atto di attaccarsi ai capezzoli, uno posto a destra, due nei cantoni della punta; il tutto alla bordatura in filetto partita d'oro e di porpora. Sotto lo scudo, su lista bifida e svolazzante d'oro, il motto, in lettere maiuscole di nero, MATER URBIS. Ornamenti esteriori da Città. Gonfalone: Drappo partito di porpora e di giallo… Concessione di stemma e gonfalone D.P.R. del 24 novembre 2008 |                        |
|                              | Allumiere D'azzurro, al monte all'italiana, di cinque colli, posti tre, due, fondato in punta, di verde, cimato dalla pianta di agrifoglio, dello stesso, fustata al naturale, fruttata di rosso, esso agrifoglio sostenente l'aquila dal volo alzato, d'argento, coronata all'antica, dello stesso. Ornamenti esteriori da Comune. D.P.R. del 22 settembre 2009 Gonfalone: drappo partito di bianco e di azzurro… |                        |
|                              | Anguillara Sabazia D'azzurro, alla torre merlata al naturale sormontata dalla Vergine dal manto azzurro col Bambino dalla toga rossa in braccio. D.C.G. del 4 febbraio 1933 |                        |
|                              | Anticoli Corrado D'azzurro, ai tre cipressi, in palo, sorgenti dalla campagna al naturale. D.C.G. del 12 marzo 1933 Gonfalone: drappo di bianco… |                        |
|                              | Anzio Racchiudente nel suo ovale, la Dea Fortuna con una cornucopia nella mano sinistra e nella destra un timone, ritta su una ruota e con sfondo marino. L'ovale è sormontato dalla scritta "O DIVA GRATUM QUAE REGIS ANTIUM" Gonfalone: Drappo troncato di bianco e di azzurro… |                        |
|                              | Arcinazzo Romano Gonfalone: Drappo partito di azzurro e di bianco… |                        |
|                              | Ardea Troncato: il PRIMO, di rosso, all'airone d'argento, volante in banda, le ali in sbarra; il SECONDO, di cielo, alla nave all'antica, d'oro, guarnita d'argento, navigante sul mare di azzurro, mareggiato di argento. Ornamenti esteriori da Comune. D.P.R. del 30 ottobre 2008, trascritto nel Registro Araldico dell'Archivio Centrale dello Stato il 14 novembre 2008, registrato nei registri dell'Ufficio Onorificenze e Araldica il 26 novembre 2008 Gonfalone: drappo di bianco con la bordura di rosso, riccamente ornato di ricami di argento e caricato dello stemma sopra descritto con la iscrizione centrata in argento, recante la denominazione del Comune. Le parti di metallo ed i cordoni saranno argentati. L'asta verticale sarà ricoperta di velluto dei colori del drappo, alternati, con bullette argentate e poste a spirale. Nella freccia sarà rappresentato lo stemma del Comune e sul gambo inciso il nome. Cravatta e nastri tricolorati dai colori nazionali frangiati d'argento. |                        |
|                              | Ariccia Di cielo, alla ninfa Aricia in maestà, d'argento, tenente con la mano destra lo scettro posto in palo, dello stesso, capelluta e coronata d'argento, vestita da matrona romana con la stola e la palla, dello stesso. Sotto lo scudo, su lista bifida e svolazzante, d'oro, la scritta, in lettere maiuscole, di nero Universitas nobilis et vetustae terrae Aricia. Ornamenti esteriori da Città. Gonfalone: Drappo palato di azzurro, di bianco, di rosso caricato della stemma civico sormontato dall’iscrizione in oro "COMUNE DI ARICCIA". Concessione di stemma e gonfalone D.P.R. del 10 febbraio 2015 |                        |
|                              | Arsoli D'azzurro, con all'interno una fenice d'oro fissante il sole orizzontale destro, sopra fiamme rosse e legni neri. Sotto lo scudo, su lista bifida e svolazzante d'azzurro, il motto in lettere maiuscole d'oro post fata resurgo ("Risorgo dopo le avversità"). Lo scudo è ornato da fronde di alloro e quercia unite dal nastro tricolore. D.P.R. del 13 novembre 2002 Gonfalone: Drappo di rosso, ornato da ricami d'argento. D.P.R. del 13 novembre 2002 |                        |
|                              | Artena Partito di rosso e di verde, al castello attraversante, di argento, murato di nero, chiuso dello stesso, merlato alla guelfa, il fastigio di sette, le due torri di tre, esse torri finestrate di uno, di nero. Ornamenti esteriori da Comune. D.P.R. del 30 ottobre 2008 Gonfalone: drappo partito di verde e di rosso… |                        |
|                              | Bellegra Gonfalone: Drappo di rosso… |                        |
|                              | Bracciano D'azzurro, al destrocherio vestito di verde tenente una rosa di rosso, gambuta e fogliata pure di verde. D.C.G. del 3 maggio 1940 Gonfalone: drappo bicolore rosso porpora ed azzurro con al centro lo stemma del comune. |                        |
|                              | Camerata Nuova |                        |
|                              | Campagnano di Roma Di verde, alla campana al naturale. D.C.G. del 25 gennaio 1940 Gonfalone: drappo partito di rosso e di blu… D.C.G. del 25 gennaio 1940 |                        |
|                              | Canale Monterano D'azzurro, al monte di tre colli al naturale uscente dalla punta, con tre spighe di grano d'oro, nodrite ciascuna sulla vetta d'uno dei colli. D.C.G. del 3 maggio 1940 Gonfalone: drappo partito di giallo e di blu… |                        |
|                              | Canterano D.P.C.M. del 19 dicembre 1941 |                        |
|                              | Capena Scudo con all'interno una lepre di colore marrone che risale una verde collina con al centro la scritta orizzontale in argento CAPENATES. Nella parte alta dello scudo, su sfondo rosso, si trovano tre rami, uno di ulivo a sinistra, uno di frumento al centro ed uno di quercia a destra, legati nella parte inferiore con un nastro rosso. Gonfalone: drappo partito di rosso e di bianco… |                        |
|                              | Capranica Prenestina D'argento, a tre cipressi, nodriti sulla campagna di verde, ordinati in fascia, intrecciati nei loro tronchi da una gomena di rosso, con l'ancora d'oro, posta in banda, legata e attraversante la campagna. Ornamenti esteriori da Comune. Gonfalone: drappo partito di giallo e di verde… |                        |
|                              | Carpineto Romano Campo di cielo, ai tre carpini in fascia di cui quello di mezzo più alto, sorgenti da un terrazzo di verde, il tutto al naturale. R.D. del 15 aprile 1937 Gonfalone: Drappo di verde… |                        |
|                              | Casape Gonfalone: Drappo partito di rosso e di azzurro… |                        |
|                              | Castel Gandolfo Di cielo, al castello d'oro, murato di nero, merlato alla guelfa, fondato sulla pianura di azzurro, fluttuosa di argento, il castello formato da due torri unite al corpo centrale, esso corpo cimato da altra torre, più alta, le torri merlate di sei e finestrate di uno, di nero, il corpo centrale merlato di sette e chiuso di nero, la torre centrale cimata dall'angelo in maestà, d'argento, con il viso e le mani di carnagione, capelluto di nero, tenente con la mano destra l'asta, in banda alzata, di nero, munita del vessillo bifido di argento, caricato dalla croce di rosso, sventolante a destra. Ornamenti esteriori da Città. Gonfalone: drappo di bianco con la bordatura di azzurro riccamente ornato di ricami d'oro e caricato dallo stemma sopra descritto con la iscrizione centrata in oro, recante la denominazione della Città. Sotto le fronde i cinque cerchi olimpici d'oro e la data MCMLXL, dello stesso, sotto i cerchi. Le parti di metallo ed i cordoni saranno dorati. L'asta verticale sarà ricoperta di velluto dei colori del drappo, alternati, con bullette dorate poste a spirale. Nella freccia sarà rappresentato lo stemma della Città e sul gambo inciso il nome. Cravatta con nastri tricolorati dai colori nazionali frangiati d'oro. Bandiera: drappo di bianco vestito di azzurro, il bianco recante lo stemma sopra descritto, accompagnato in punta dai cerchi olimpici d'oro. L'asta sarà ornata dalla cravatta con nastri tricolorati dai colori nazionali. D.P.R. del 27 novembre 2009 |                        |
|                              | Castel Madama D'azzurro, a S. Michele Arcangelo, con aureola, posto sopra un castello merlato di rosso, murato, aperto e finestrato di nero, con sotto lo scudo la legenda Empulum. D.C.G. del 31 gennaio 1929 Gonfalone: Drappo di azzurro… |                        |
|                              | Castel San Pietro Romano Scudo in cui sono raffigurate una torre sovrastata da un'aquila, a sua volta sovrastata da una corona a tre punte. Gonfalone: Drappo di giallo e d'azzurro… |                        |
|                              | Castelnuovo di Porto Di azzurro, a tre monti di verde sorgenti dal piano. D.C.G. del 3 maggio 1940 Gonfalone: drappo partito di rosso e di bianco… |                        |
|                              | Cave Campo di cielo, alla sirena in maestà, d'argento, capelluta d'oro, coronata con la corona all'antica di cinque punte visibili, dello stesso, con le mani impugnanti le due code squamate, d'oro, ripiegate verso il capo, sormontata dalla stella di sei raggi, d'oro, accompagnata in punta dalla colomba rivolta, d'argento, tenente nel becco il ramoscello d'olivo, di verde, posto in banda. Sotto lo scudo, su lista bifida e svolazzante d'azzurro, la scritta, in lettere maiuscole di nero "CAVARUM TERRA". R.D. del 20 gennaio 1937 Gonfalone: drappo d'azzurro… |                        |
|                              | Cerreto Laziale D'azzurro, al monte all'italiana di tre cime d'argento, cimato d'un cerro al naturale, accompagnato in capo da tre stelle d'argento, poste 1-2. Gonfalone: drappo trinciato di azzurro e di bianco… |                        |
|                              | Cervara di Roma D'azzurro, al cervo corrente rivoltato al naturale in cuore fondato su tre monti di verde, quello centrale, più chiaro, parzialmente coperto dagli altri due. Ornamenti esteriori di Comune. Gonfalone: drappo d'azzurro… |                        |
|                              | Cerveteri D'azzurro, al cervo tricipite, due voltati e uno rivoltato al naturale, passante sopra una campagna e tenente appoggiata alla spalla una lancia dorata con banderuola rossa caricata delle sigle C.C. D.C.G. del 29 maggio 1933 Gonfalone: drappo partito di giallo e di rosso, riccamente ornato di ricami d'argento e caricato dallo stemma comunale con la iscrizione centrata in argento recante la denominazione del Comune. Le parti di metallo ed i cordoni saranno argentati. L'asta verticale sarà ricoperta di velluto dei colori del drappo, alternati, con bullette argentate poste a spirale. Nella freccia sarà rappresentato lo stemma del Comune e sul gambo inciso il nome. Cravatta con nastri tricolorati dai colori nazionali frangiati d'argento. D.P.R. del 2 agosto 2008 |                        |
|                              | Ciampino D'azzurro, ad una sbarra d'oro accostata da sei punte di dardo d'argento ordinate 3, 2, 1 e da sei grappoli d'uva con viticci di verde ordinati 1, 2, 3. D.P.R. del 21 aprile 1980 Gonfalone: drappo di bianco… Gonfalone precedentemente in uso: drappo di giallo… |                        |
|                              | Ciciliano Gonfalone: drappo di azzurro… |                        |
|                              | Cineto Romano Di argento, alla pantofola di nero, foderata di rosso, posta in palo, sostenuta da due orsi di nero, linguati di rosso, affrontati, sostenuti dalla pianura di verde, con la stella di 10 raggi d'azzurro, posta nel punto del capo. Lo scudo sarà fregiato della corona di Comune. D.M. del 18 maggio 1913 Gonfalone: drappo di azzurro, riccamente ornato di ricami d'argento e caricato dallo stemma comunale con la iscrizione centrata in argento, recante la denominazione del Comune. Le parti di metallo ed i cordoni saranno argentati. L'asta verticale sarà ricoperta di velluto azzurro, con bullette argentate poste a spirale Nella freccia sarà rappresentato lo stemma del Comune e sul gambo inciso il nome. Cravatta con nastri tricolorati dai colori nazionali frangiati d'argento. D.P.R. del 2 agosto 2007 |                        |
|                              | Civitavecchia D'azzurro, alla quercia di verde, fustata e sradicata al naturale, il tronco accostato dalle lettere maiuscole O e C, d'oro. Motto: S.P.Q.C. in lettere maiuscole d'oro, su lista d'azzurro bifida e svolazzante. Ornamenti esteriori da Città. R.D. del 16 agosto 1900. Gonfalone: drappo di giallo riccamente ornato di ricami d'oro e caricato dello stemma civico con l'iscrizione centrata in oro, convessa verso l'alto: "CITTÀ DI CIVITAVECCHIA". Le parti in metallo e i cordoni dorati. L'asta verticale ricoperta di velluto di giallo con bullette dorate poste a spirale. Nella freccia è rappresentato lo stemma della Città e sul gambo è inciso il nome. Cravatta con nastri tricolorati dai colori nazionali frangiati d'oro. |                        |
|                              | Civitella San Paolo |                        |
|                              | Colleferro Gonfalone: drappo partito di rosso e di nero… |                        |
|                              | Colonna D.P.R. dell'8 aprile 1964 Gonfalone: drappo di rosso… |                        |
|                              | Fiano Romano |                        |
|                              | Filacciano |                        |
|                              | Fiumicino Di azzurro, alla torre di rosso, mattonata di nero, finestrata con finestrella tonda, dello stesso, merlata alla guelfa di cinque, caricata sotto la finestrella dall'ancora di nero e da quattro spighe di grano, attraversanti l'ancora, impugnate, d'oro, essa torre attraversante le prime due fasce e fondata sulla fascia inferiore della campagna interzata in fascia, la prima e la terza fascia di verde, la seconda di azzurro. Ornamenti esteriori da Comune. Decreto del 1º agosto 1995 Gonfalone: drappo di rosso… |                        |
|                              | Fonte Nuova Di rosso, alla torre d'oro, murata di nero, finestrata e chiusa dello stesso, merlata alla guelfa di sette, sostenuta dalla collina, di verde, fondata in punta; al capo di azzurro, caricato da tre rose, di rosso, bottonate d'oro. Sotto lo scudo, su lista bifida e svolazzante di rosso, il motto, in lettere maiuscole di nero, VALENTES IN CONCORDIA VICTORES. Ornamenti esteriori da Comune. D.P.R. dell'8 giugno 2007 Gonfalone: drappo di giallo… |                        |
|                              | Formello Bandato d'argento e di rosso, col capo del primo caricato di una rosa del secondo e sostenuto da una fascia d'oro carica di un'anguilla di verde ondeggiante nel verso della pezza. Capo della Repubblica: di rosso (porpora) al simbolo d'oro circondato da due rami di quercia e d'alloro, annodati da un nastro dai colori nazionali. Ornamenti esteriori da Comune. Gonfalone: drappo partito di verde e di giallo, riccamente ornato di ricami d'argento, caricato dello stemma comunale con l'iscrizione centrata in argento, caricato dello stemma comunale con l'iscrizione centrata in argento "Comune di Formello". Le parti di metallo ed i cordoni saranno argentati. L'asta verticale sarà ricoperta di velluto giallo, con bullette argentate poste a spirale. Nella freccia sarà rappresentato lo stemma del comune con inciso il nome. Cravatta e nastri tricolorati dai colori nazionali frangiati d'argento. |                        |
|                              | Frascati D'azzurro, a due chiavi d'oro passanti in decusse, sormontate dalle lettere S.P.Q.T. del medesimo e congiunte da un laccio di rosso. Gonfalone: drappo partito di giallo e di rosso… |                        |
|                              | Gallicano nel Lazio D'azzurro, al gallo cantante al naturale, crestato, bargigliato, allumato di rosso, imbeccato e membrato d'oro, sostenuto dalla campagna diminuita di verde, mirante la stella di sei raggi d'argento, posta nel cantone destro del capo. Sotto lo scudo, su lista bifida e svolazzante di azzurro, il motto, in lettere maiuscole d'oro, GALLUS CANIT. Ornamenti esteriori da Comune. D.P.R. del 5 febbraio 2005 Gonfalone: drappo di giallo con la bordatura di azzurro… |                        |
|                              | Gavignano Un'aquila bicipite in campo azzurro con in petto una targa d'argento con le lettere S.P.Q.G. con in capo una cometa d'oro, circondato da due rami di quercia e d'alloro annodati da un nastro con i colori nazionali Gonfalone: drappo di azzurro… |                        |
| Stemma in uso Stemma de iure | Genazzano Gonfalone: Drappo partito di azzurro e di bianco… |                        |
|                              | Genzano di Roma |                        |
|                              | Gerano Gonfalone: Drappo di azzurro… Stemma: Resta la sigla S.P.Q.J, in ricordo della fondazione romana del comune. |                        |
|                              | Gorga |                        |
|                              | Grottaferrata D'argento, alla ferrata di nero, formata da quattro ferri verticali e cinque orizzontali; alla bordatura in filetto, di rosso. Ornamenti esteriori da Comune. D.P.R. del 30 ottobre 2008 Gonfalone: drappo partito di rosso e di bianco… Bandiera: Drappo partito di rosso e di bianco… |                        |
|                              | Guidonia Montecelio Partito: nel PRIMO di azzurro ai tre monti di verde, quello di mezzo più alto e cimato da una cornacchia al naturale rivoltata; nel SECONDO di rosso alla banda d'oro caricata dalle lettere maiuscole, di nero, S.P.Q.C. Ornamenti esteriori da città. Gonfalone: Drappo interzato in palo di azzurro, di giallo, di rosso… |                        |
|                              | Jenne D'argento, alla fiamma di rosso uscente da un monte movente dalla punta dello scudo. Ornamenti esteriori di Comune. D.C.G. del 3 maggio 1940 Gonfalone: drappo di rosso… |                        |
|                              | Labico Di rosso, all'aquila d'oro sonante da un monte all'italiana di tre cime di verde fondato in punta. Segni esterni di Comune. Gonfalone: drappo partito di giallo e di verde… |                        |
|                              | Ladispoli Partito: nel primo, di rosso, alle tre spighe di grano d’oro, impugnate, legate di verde; nel secondo di azzurro, alla torre di rosso, mattonata e chiusa di nero, merlata alla guelfa, finestrata di due in fascia dello stesso fondata sulla linea della campagna; il tutto alla campagna d'argento, caricata delle parole, in lettere maiuscole romane, di rosso: "TYRRHENI AD LITORA REGIS". Ornamenti esteriori da Città. Gonfalone: Drappo partito di azzurro e di rosso. DPR del 24 dicembre 1996 |                        |
|                              | Lanuvio Gonfalone: Drappo di azzurro… |                        |
|                              | Lariano D'argento, alla torre di rosso, merlata alla guelfa di quattro pezzi, aperta e finestrata di nero, fondata su una fiamma verde e accostata da due alberi di castagno al montante. Sopra lo scudo, per la lista svolazzante d'azzurro, il motto in caratteri d'argento: Arianae Latinvm Vetvs. D.P.R. del 23 luglio 1970 Gonfalone: drappo partito di giallo e di verde… |                        |
|                              | Licenza Gonfalone: Drappo troncato di rosso e di giallo… |                        |
|                              | Magliano Romano |                        |
|                              | Mandela D'argento, al lupo passante di nero, linguato di rosso; il tutto abbassato ad un capo pure d'argento, caricato di una rosa di rosso e sostenuto da una fascia in divisa d'azzurro. D.P.R. del 23 aprile 1979 Gonfalone: Drappo partito di rosso e di azzurro… |                        |
|                              | Manziana |                        |
|                              | Marano Equo DCG del 3 maggio 1943 |                        |
|                              | Marcellina Gonfalone: drappo partito di azzurro e di bianco… |                        |
|                              | Marino Di cielo, al cavaliere cavalcante il cavallo d'argento, allegro, con gli zoccoli di nero, con gli arti anteriori alzati, il cavaliere vestito con la corta tunica di rosso, il viso, il collo, il petto, le braccia, le gambe, i piedi di carnagione, capelluto d'oro, tenente con la mano sinistra l'asta di nero con il puntale d'oro, munita di gagliardetto bifido, di argento, il cavallo con gli arti posteriori attraversanti il terreno collinoso di tre rilievi, di verde, uscente dai fianchi e fondato in punta. Ornamenti esteriori da Città. Gonfalone: drappo di bianco con la bordatura di azzurro, riccamente ornato di ricami d'oro e caricato dallo stemma sopra descritto con la iscrizione centrata in oro, recante la denominazione della Città. Le parti di metallo ed i cordoni saranno dorati. L'asta verticale sarà ricoperta di velluto dei colori del drappo, alternati, con bullette dorate poste a spirale. Nella freccia sarà rappresentato lo stemma della Città e sul gambo inciso il nome. Cravatta con nastri tricolorati dai colori nazionali frangiati d'oro. D.P.R. del 2 ottobre 2006 |                        |
|                              | Mazzano Romano |                        |
|                              | Mentana D'azzurro, al monumento mentanese, fondato sulla pianura erbosa al naturale. Motto: Dio, Patria, Umanità R.D. del 5 maggio 1888 Gonfalone: drappo di rosso… |                        |
|                              | Monte Compatri D'argento, ai tre monti di verde all'italiana, sorgenti dalla campagna dello stesso. D.C.G. del 3 giugno 1941 Gonfalone: drappo partito di verde e di bianco… |                        |
|                              | Monte Porzio Catone Partito semitroncato: il primo d'argento, alla figura di San Gregorio Magno, eretta, con mitra e pastorale; il secondo d'oro, all'aquila di nero coronata dello stesso; il terzo d’azzurro, al drago d’oro. Ornamenti esteriori da Comune. Gonfalone: drappo di azzurro… D.P.R. del 30 giugno 1954 |                        |
|                              | Monteflavio D'azzurro, alla quercia al naturale, nodrita sulla cima mediana di un monte all'italiana (3) di rosso, cucito, uscente dalla punta. D.P.C.M. del 20 aprile 1954 |                        |
|                              | Montelanico D'azzurro, al San Michele Arcangelo d'argento, impugnante con la sinistra una bilancia d'oro e con la destra una lancia dello stesso, in banda con la punta all'ingiù con la quale sta per trafiggere un drago di verde, privo di ali, che calpesta, coricata sul dorso in punta dello stesso con la testa rivoltata, vomitante fiamma di rosso. D.P.R. del 9 luglio 1970 Gonfalone: Drappo partito di bianco e di azzurro… |                        |
|                              | Montelibretti |                        |
|                              | Monterotondo D'argento, al monte di all'italiana di tre cime di verde, movente dalla punta e sormontato da una rosa di rosso di cinque petali. Ornamenti esteriori di Città. Gonfalone: drappo troncato di azzurro e di giallo riccamente ornato di ricami d'oro e caricato dello stemma della città con l'iscrizione centrata in argento: "Città di Manterotondo". Le parti di metallo ed i cordoni saranno dorati. L'asta verticale sarà ricoperta di velluto azzurro con bullette dorate poste a spirale. Nella freccia sarà rappresentato lo stemma del Comune e sul gambo inciso il nome. Cravatta e nastri tricolorati dai colori nazionali frangiati d'oro. D.P.R. del 21 marzo 1997 |                        |
|                              | Montorio Romano D.P.R. dell'8 aprile 1999 Gonfalone: drappo di bianco… |                        |
|                              | Moricone Gonfalone: drappo di azzurro… |                        |
|                              | Morlupo |                        |
|                              | Nazzano |                        |
|                              | Nemi Scudo medio rotondo di rosso con bordura d'argento raggiata del primo, caricata da due crocette dello stesso e dalla leggenda Dianae Nemus, posto a riscontro; scudo del cuore ovale, d'azzurro a tre monti all'italiana – ciascuna sormontato da tre alberi di verde al naturale – ordinati in fascia e nascenti da uno specchio d'acqua ondato d'argento e di verde. Sul tutto la corona marchionale d'oro. D.P.C.M. del 26 ottobre 1962 Gonfalone: drappo di azzurro… |                        |
|                              | Nerola |                        |
|                              | Nettuno D'azzurro, al Dio Nettuno, coronato all'antica di oro, coi lembi cinti da una fascia di rosso, tenente con la sinistra un tridente e con la destra indicante la rotta; in piedi su una conchiglia, tratta verso destra da due cavalli marini, sul mare al naturale. Lo scudo sostenuto da due tritoni. Ornamenti esteriori da Comune. D.P.C.M. del 13 febbraio 1953 Gonfalone: drappo di colore azzurro riccamente ornato di ricami d'argento e caricato dello Stemma comunale, con l'iscrizione centrata in argento: Comune di Nettuno. Le parti di metallo ed i cordoni saranno argentati. L'asta verticale sarà ricoperta di velluto azzurro con bullette argentate poste a spirale. Nella freccia sarà rappresentato lo Stemma del Comune e sul gambo inciso il nome. Cravatta e nastri ricolorati dai colori nazionali frangiati d'argento. D.P.R. del 6 ottobre 1953 |                        |
|                              | Olevano Romano Gonfalone: Drappo partito di bianco e di azzurro… |                        |
|                              | Palestrina Scudo con fondo per metà verde e metà arancione in senso verticale, con tre corone di alloro intrecciate, poste due in alto e una in punta dello scudo con fascia azzurra annodata a quest'ultima a forma di fiocco. Lo scudo è contornato in oro. Al di sopra dello scudo vi è una corona color oro, con interno rosso, con 5 gemme, di colore rispettivamente verde, rosso, azzurro, rosso e verde, alternate a 4 perle bianche sulla fascia della corona stessa. Gonfalone: Drappo partito di giallo e di verde… |                        |
|                              | Palombara Sabina D'azzurro, a tre monti, su quello di mezzo più alto una colomba al naturale, tenente nel becco un ramoscello di ulivo. D.C.G. del 5 settembre 1935 Gonfalone: drappo partito di rosso e di azzurro… |                        |
|                              | Percile Gonfalone: drappo partito di bianco e di rosso… |                        |
|                              | Pisoniano Gonfalone: drappo partito di azzurro e di verde… |                        |
|                              | Poli |                        |
|                              | Pomezia D'azzurro, alla bordura d'oro, al busto di giovanetta rurale di carnagione, vestita di verde, con fazzoletto rosso sul capo annodato alla nuca, ed una cesta d'oro, sistemata sulla testa ricolma di spighe e di frutta al naturale. R.D. del 7 novembre 1939 Gonfalone: Drappo partito di rosso e di azzurro… |                        |
|                              | Ponzano Romano |                        |
|                              | Riano Campo di cielo, alla figura di S. Giorgio a cavallo, nell'atto di uccidere il drago, il tutto al naturale. D.C.G. del 3 maggio 1940 |                        |
|                              | Rignano Flaminio D'azzurro, alla figura di S. Anastasio in maestà, aureolato d'oro, accostato dalle lettere capitali S e A dello stesso, vestito con un piviale di bianco, impugnante con la destra un pastorale d'oro e tenente con la sinistra una corona d'oro dello stesso. D.P.R. del 27 dicembre 1976 Gonfalone: Drappo partito di azzurro e di giallo… |                        |
|                              | Riofreddo D'azzurro, alla colonna d'argento su una campagna di verde caricata da un rivo al naturale, al pesce natante d'argento. D.C.G. del 25 gennaio 1940 Gonfalone: Drappo trinciato di azzurro e di bianco… |                        |
|                              | Rocca Canterano Gonfalone: Drappo partito di rosso e di bianco… |                        |
|                              | Rocca Priora Gonfalone: Drappo di verde… |                        |
|                              | Rocca Santo Stefano |                        |
|                              | Rocca di Cave |                        |
|                              | Rocca di Papa Gonfalone: Drappo partito di azzurro e di bianco… |                        |
|                              | Roccagiovine |                        |
|                              | Roiate |                        |
| Stemma nella versione aulica | Roma Scudo di forma appuntata di rosso alla croce bizantina posta in capo a destra, seguita dalle lettere maiuscole SPQR poste in banda e scalinate, il tutto d'oro. Decreto del 26 agosto 1927 |                        |
|                              | Roviano D'azzurro, alla colonna toscana d'argento, coronata d'oro. Lo scudo sarà cimato da corona formata da un cerchio di mura d'oro, sormontata da 8 merli muniti di muriccioli, il tutto d'argento. D.M. del 10 aprile 1890 |                        |
|                              | Sacrofano D'oro, alla scrofa di nero, cinghiata d'argento, passante sulla campagna di verde. Ornamenti esteriori da comune. Gonfalone: drappo partito di giallo e di verde, riccamente ornato di ricami d'argento e caricato dello stemma comunale con la iscrizione centrata in argento, recante la denominazione del Comune. Le parti di metallo e i cordoni saranno argentati. L'asta verticale sarà ricoperta di velluto dei colori del drappo, alternati, con bullette argentate poste a spirale. Nella freccia sarà rappresentato lo stemma del comune e sul gambo inciso il nome. Cravatta con nastri tricolorati dai colori nazionali frangiati d'argento. |                        |
|                              | Sambuci Gonfalone: drappo di azzurro… |                        |
|                              | San Cesareo Gonfalone: Drappo di rosso… |                        |
|                              | San Gregorio da Sassola Gonfalone: drappo troncato di rosso e di azzurro… |                        |
|                              | San Polo dei Cavalieri Bandato d'argento e di rosso, al capo di azzurro, caricato dalla rosa di oro, sostenuto dalla fascia diminuita, d'oro. Ornamenti esteriori da Comune. D.P.R. del 25 giugno 1998 Gonfalone: drappo partito di azzurro e di bianco, riccamente ornato da ricami d'argento e caricato dallo stemma sopra descritto con la iscrizione centrata in argento, recante la denominazione del Comune. Le parti in metallo ed i cordoni saranno argentati. L'asta verticale sarà ricoperta di velluto dei colori del drappo, alternati con bullette argentate poste a spirale. Nella freccia sarà rappresentato lo stemma del Comune e sul gambo inciso il nome. Cravatta con nastri tricolorati nazionali frangiati d'argento. |                        |
|                              | San Vito Romano Di rosso alla colonna d'argento, sorgente da un ristretto di terreno, accompagnata nel lato sinistro da un guerriero recante nella destra una palma, e da un cane, fermi sul terreno, il tutto al naturale e dal sole uscente dal cantone destro. Decreto del 16 gennaio 1956 Gonfalone: Drappo di rosso al palo di giallo… |                        |
|                              | Sant'Angelo Romano Gonfalone: drappo trinciato di giallo e di porpora… |                        |
|                              | Sant'Oreste D'azzurro, al Cavaliere romano voltato con una bandiera d'argento alla croce rossa svolazzante su di un cavallo animato e rivoltato. D.C.G. del 7 aprile 1933 Gonfalone: Drappo di bianco crociato di rosso… |                        |
|                              | Santa Marinella Nel PRIMO, di azzurro, alla torre d'argento, murata di nero, chiusa e finistrata di due, dello stesso, merlata alla guelfa di cinque, sormontata dalla stella di otto raggi, d'oro, e sostenuta dalla campagna di verde; nel SECONDO, d'oro, all'ancora di nero, con la trabe di rosso, sormontata dalla stella di otto raggi, di azzurro. Sotto lo scudo, sulla lista bifida e svolazzante di azzurro, il motto, in lettere maiuscole d'oro, CASTRUM NOVUM ET PYRGI. Sopra lo scudo, la corona d'oro da città, e, sotto il motto, le due palme di verde, decussate, e legate dal nastro tricolore, con i colori nazionali. Gonfalone: Drappo partito di rosso e di azzurro… |                        |
|                              | Saracinesco D'azzurro, al castello d'argento, torricellato di due e merlato alla ghibellina, mattonato di nero, posto sopra un monte al naturale movente dalla punta e sormontato in capo da due teste di saraceno di carnagione poste in fascia, col turbante di verde, cimato da un crescente montante d'argento. R.D. del 31 maggio 1928 |                        |
|                              | Segni Di rosso, al castello d'argento, aperto e biturrito, cimato da un grifo d'oro, passante, accompagnato in punta dalle iniziali d'oro S.P.Q.S. Lo scudo sarà circondato da una lista caricata del motto: Signia Civitas prima romanorum colonia. D.C.G. del 9 giugno 1937 |                        |
|                              | Subiaco Partito: al 1º di rosso al vento di carnagione, uscente da una nuvola d'argento, posta nel canton destro, in alto, e soffiante verso una pianta di giglio curva a sinistra nodrita su terreno erboso, il tutto al naturale; col capo d'argento, carico di tre stelle d'oro; al 2º d'azzurro, al monte dal quale scaturisce un fiume che forma successivamente tre laghi digradanti alla campagna, il tutto al naturale. D.P.R. del 30 maggio 1954 Gonfalone: drappo interzato di verde, di bianco e di rosso… |                        |
|                              | Tivoli Troncato: al 1º di rosso, all'aquila coronata d'oro, accostata da due torri d'argento con la legenda "Libertas" in quella di destra e "Nobilitas" in quella di sinistra; al 2º d'azzurro, al ponte di tre archi, d'argento, con la riviera fluttuosa dello stesso; nella testata del ponte la leggenda "Tibur Superbum". D.P.C.M. del 25 giugno 1945 Gonfalone: drappo partito di azzurro e di rosso… Bandiera: drappo partito di rosso porpora e di azzurro, caricato al centro dello stemma comunale. |                        |
|                              | Tolfa D'azzurro, al castello merlato di tre torri, al naturale, accompagnato da una figura di vecchia poggiata ad un bastone conducente un vitello, terrazzato di verde, al monte di tre cime d'oro in punta. D.C.G. del 5 maggio 1937 Gonfalone: drappo di colore bianco, listato, ai lati, da due bande di rosso, caricato nel centro dello stemma comunale, e con l'iscrizione centrata "Communitas Tulphae". |                        |
|                              | Torrita Tiberina |                        |
|                              | Trevignano Romano Scudo in cui sono raffigurate tre viti piantate in riva al lago intercalate da una fascia con bande trasversali di colore giallo e viola. |                        |
|                              | Vallepietra |                        |
|                              | Vallinfreda Gonfalone: Drappo interzato in fascia di verde, di bianco e di rosso… |                        |
|                              | Valmontone Gonfalone: Drappo tagliato di giallo e di rosso… |                        |
|                              | Velletri Torre in campo rosso, allori in campo d'argento racchiusi nel motto "est mihi libertas papalis et imperialis" più le quattro sigle S.P.Q.V., il tutto accollato sull'aquila bicipite austriaca ad ali spiegate, con la duplice corona reale imperiale D.P.R. del 2 luglio 2002 Gonfalone: drappo di rosso… |                        |
|                              | Vicovaro Campo di cielo, alla torre d'argento, murata di nero, finestrata di due dello stesso, chiusa con porta di nero alzata, merlata alla ghibellina di tre, aderente al lembo destro dello scudo, fondata in punta, unita al ponte di tre archi, d'argento, murato di nero, unito a sinistra al lembo dello scudo, fondato sulla massa d'acqua di azzurro, fluttuosa di argento, fondata in punta, esso ponte sostenente l'orso ritto, di nero, rivoltato, con le zampe anteriori protese verso la rosa di rosso, gambuta di verde, il gambo nodrito nel ponte e fogliato di quattro, dello stesso. Ornamenti esteriori da Comune. D.P.R. del 14 maggio 2001 Gonfalone: drappo di bianco… D.P.R. del 14 maggio 2001 |                        |
|                              | Vivaro Romano D'oro, al cespo di rose canine, di verde, fiorito di nove, di azzurro, gli steli accollati in punta dalla vipera di verde, allumata e linguata di rosso, con la testa in banda e la coda in sbarra poste a destra. Sotto lo scudo, su lista bifida e svolazzante, d'oro, la scritta in lettere maiuscole, di nero: COMMUNITAS VIVARII 1807. Ornamenti esteriori da Comune. D.P.R. del 28 maggio 2010 Gonfalone: Drappo di verde bordato di giallo… |                        |
|                              | Zagarolo Gonfalone: drappo di rosso… |                        |